# 유지노
유지노(柳志弩, 1989년 11월 6일 ~ )는 대한민국의 축구 선수이며 포지션은 풀백 및 미드필더이다.

## 클럽 경력
전남 드래곤즈 유소년 팀을 거쳐 2008년에 입단하였다.
2013년 1월 8일 성남 일화 천마로 이적하였으나 불과 18일 만인 1월 26일 부산 아이파크로 재이적하였다.
2016년 1월, 수원 FC로 이적하였다.